# Handel narkotykami
Niektóre z zamieszczonych tu informacji wymagają weryfikacji.
Dokładniejsze informacje o tym, co należy poprawić, być może znajdują się w dyskusji tego artykułu.
 Po wyeliminowaniu niedoskonałości należy usunąć szablon {{Dopracować}} z tego artykułu.

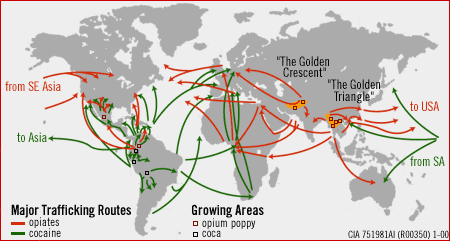
Mapa CIA międzynarodowych nielegalnych połączeń narkotykowych (2009)

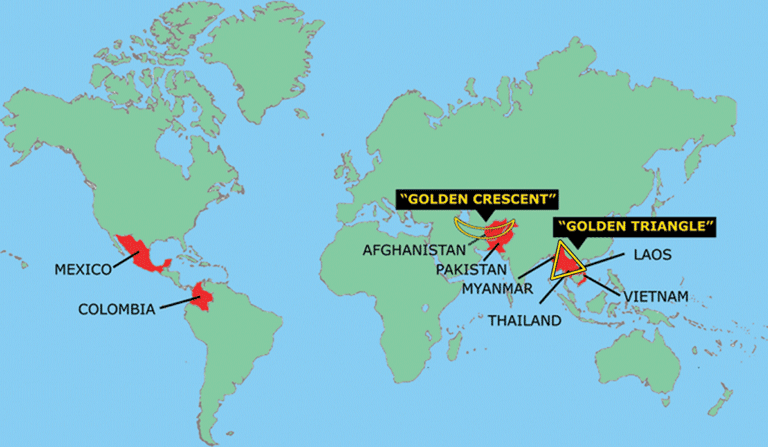
Główne kraje produkujące heroinę na świecie (zaznaczone na czerwono)

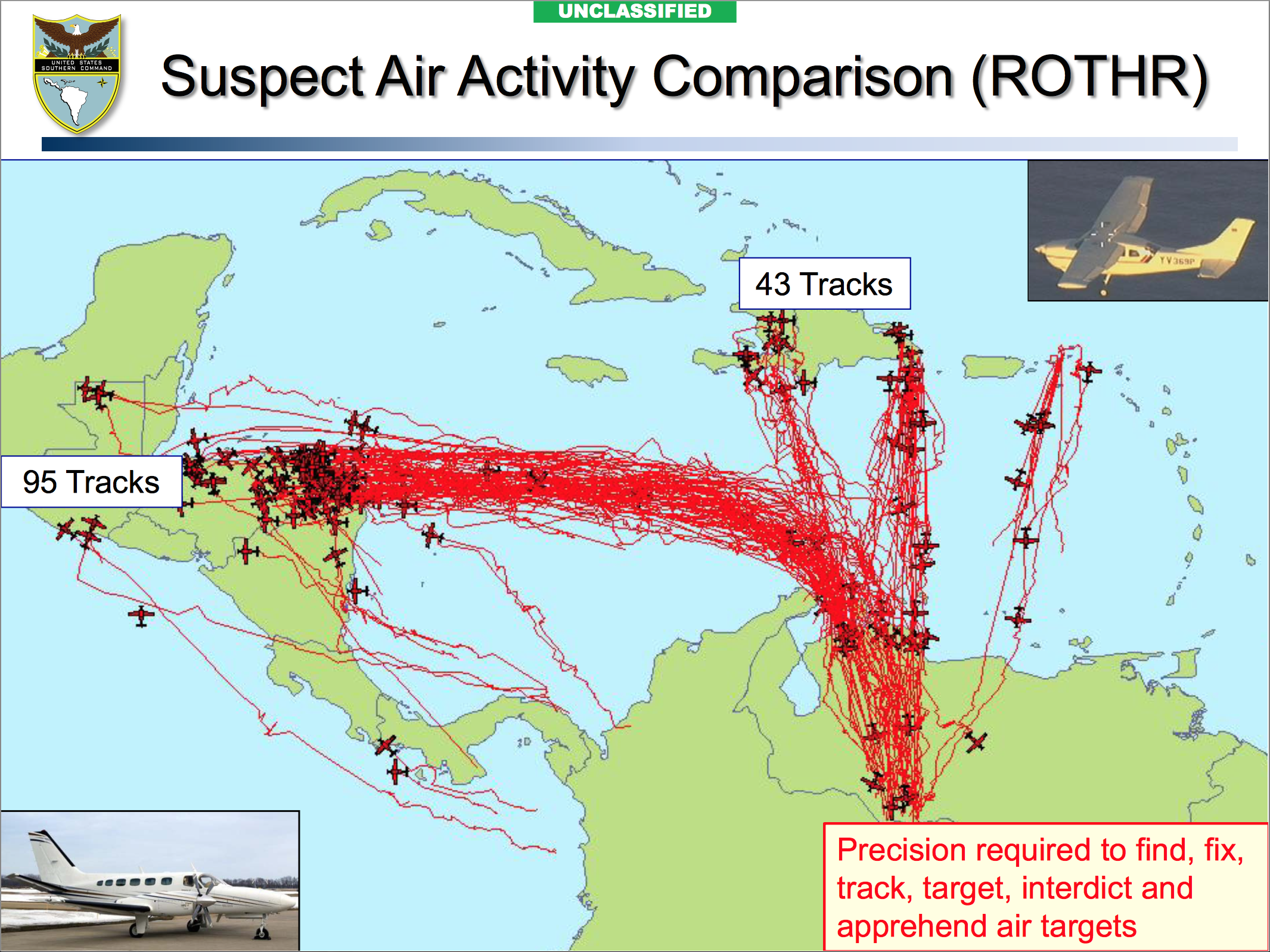
Trasy lotnicze handlu narkotykami monitorowane przez Dowództwo Południa Stanów Zjednoczonych

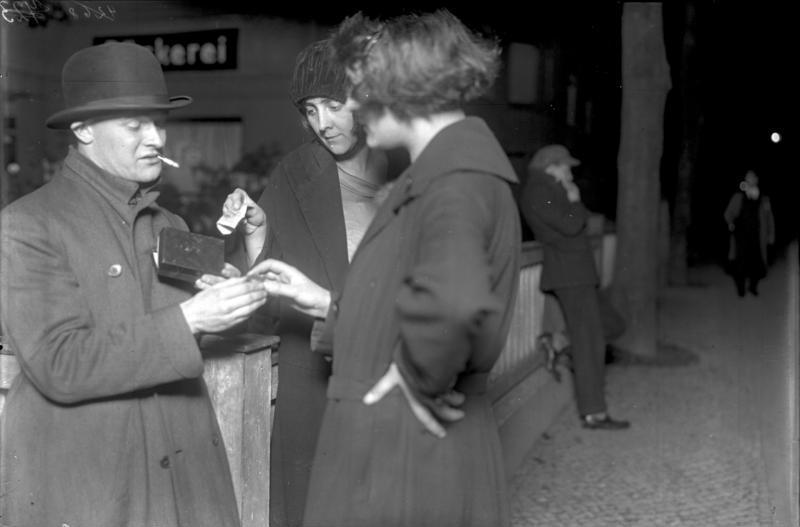
Sprzedaż kokainy. Berlin 1929.

Handel narkotykami – potoczne określenie tego, co w polskim języku prawniczym określa się jako nielegalny obrót nielegalnymi środkami odurzającymi i substancjami psychotropowymi, zwanymi potocznie narkotykami. Dokładne regulacje i zakazy dotyczące handlu narkotykami różnią się między różnymi państwami i regionami.
Zasady i restrykcje nielegalnego obrotu narkotykami w większości państw określa prawo wewnętrzne danego państwa, z reguły (w krajach wysoko rozwiniętych) zwalczając ten proceder. Obecnie obrót narkotykami w większości państw jest niemal całkowicie zabroniony, z pominięciem wyszczególnionych zarejestrowanych środków farmaceutycznych, których sprzedaż jest kontrolowana.
W Polsce zagadnienia obrotu narkotykami szczegółowo reguluje Ustawa o przeciwdziałaniu narkomanii, definiująca pojęcia środków odurzających i substancji psychotropowych oraz czynności związanych z ich wytwarzaniem i rozprowadzaniem, a także sankcji karnych za naruszenia ustawowych zakazów.

## Historia
Produkcja i handel narkotykami towarzyszyły społeczeństwom od lat. Już we wczesnych stadiach rozwoju kulturowego, pojawiały się społeczne restrykcje dotyczące korzystania ze środków odurzających. W plemionach używać ich mogli jedynie szamani („medycy”), wojowie lub cierpiący (w celach leczniczych). Narkotyki rozprzestrzeniały się po świecie wraz z rozwojem kupiectwa – stały się elementem handlowym i sprzedawane były m.in. jako magiczne zioła czy przyprawy. Jednak jako środki uzależniające, w działaniu rozluźniające, po jego ustaniu powodowały narastanie napięć, m.in. napięć społecznych, powstawania licznych patologii i w związku z tym powstanie rozbudowanej przestępczości narkotykowej, której celem było zapewnienie stałego dostęp do środków lub zysków z jego handlu. Handel narkotykami stał się więc obszarem sporów, na tyle groźnych i tragicznych, że powodujących konflikty zbrojne (wojny, w których jedyną wartością był narkotyk) – przykładem mogą być słynne wojny opiumowe w XIX w. w Chinach albo współczesne wojny narkotykowe w Meksyku.
W XX wieku, w obliczu dynamicznych postępów w dziedzinie chemii i farmaceutyki i wynalezienia nowych, silnych środków psychotropowych (heroina, amfetamina), konieczne stało się prawne uregulowanie produkcji i obrotu tymi substancjami. W tym czasie obserwowano także wzrost popularności narkotyków pochodzenia naturalnego, jak np. opium i marihuana.
Traktat wersalski w art. 23 c) powierzał Lidze Narodów ogólny nadzór nad porozumieniami w sprawie handlu kobietami i dziećmi, handlu opium i innymi szkodliwymi środkami. 
Efektem prób uregulowania obrotu narkotykami są międzynarodowe konwencje o kontroli narkotyków przyjęte w Hadze z 23 stycznia 1912 czy w Genewie z 11 lutego i 19 lutego 1925, 13 lipca 1931, 26 czerwca 1936 oraz w Bangkoku 27 listopada 1931 roku.
W 1946 konwencje te zostały zaktualizowane. Uprawnienia Komitetu Higieny Ligi Narodów przejęła WHO, Sekretarza Ligi Sekretarz generalny ONZ, Rady Ligi Rada Gospodarcza i Społeczna ONZ, STSM zaś MTS.
Z inicjatywy ONZ w roku 1961 podpisane zostały jednolita konwencja o środkach odurzających, Konwencja o substancjach psychotropowych w 1971 i konwencja o zwalczaniu nielegalnego obrotu środkami odurzającymi i substancjami psychotropowymi w 1988, którą Rząd Polski ratyfikował w 1994. W sprawach handlu narkotykami ONZ powołało kilka komisji, w tym INCB i UNODC.
Pomimo powszechnych zakazów dotyczących posiadania narkotyków, przez wiele lat nie zlikwidowano ani nie zmniejszono popytu na substancje odurzające. Nielegalną produkcją i handlem zajęły się zorganizowane grupy przestępcze, a ogromne ilości pieniędzy pochodzące z obrotu narkotykami są jednym z podstawowych źródeł finansowania organizacji o charakterze terrorystycznym.
Obecnie coraz częściej w debacie publicznej można usłyszeć głosy nawołujące do rewizji obowiązującego prawa tak, by część zysku z handlu narkotykami, w postaci podatków mogła trafiać w ręce legalnych rządów.